# Pfarrkirche Ampass

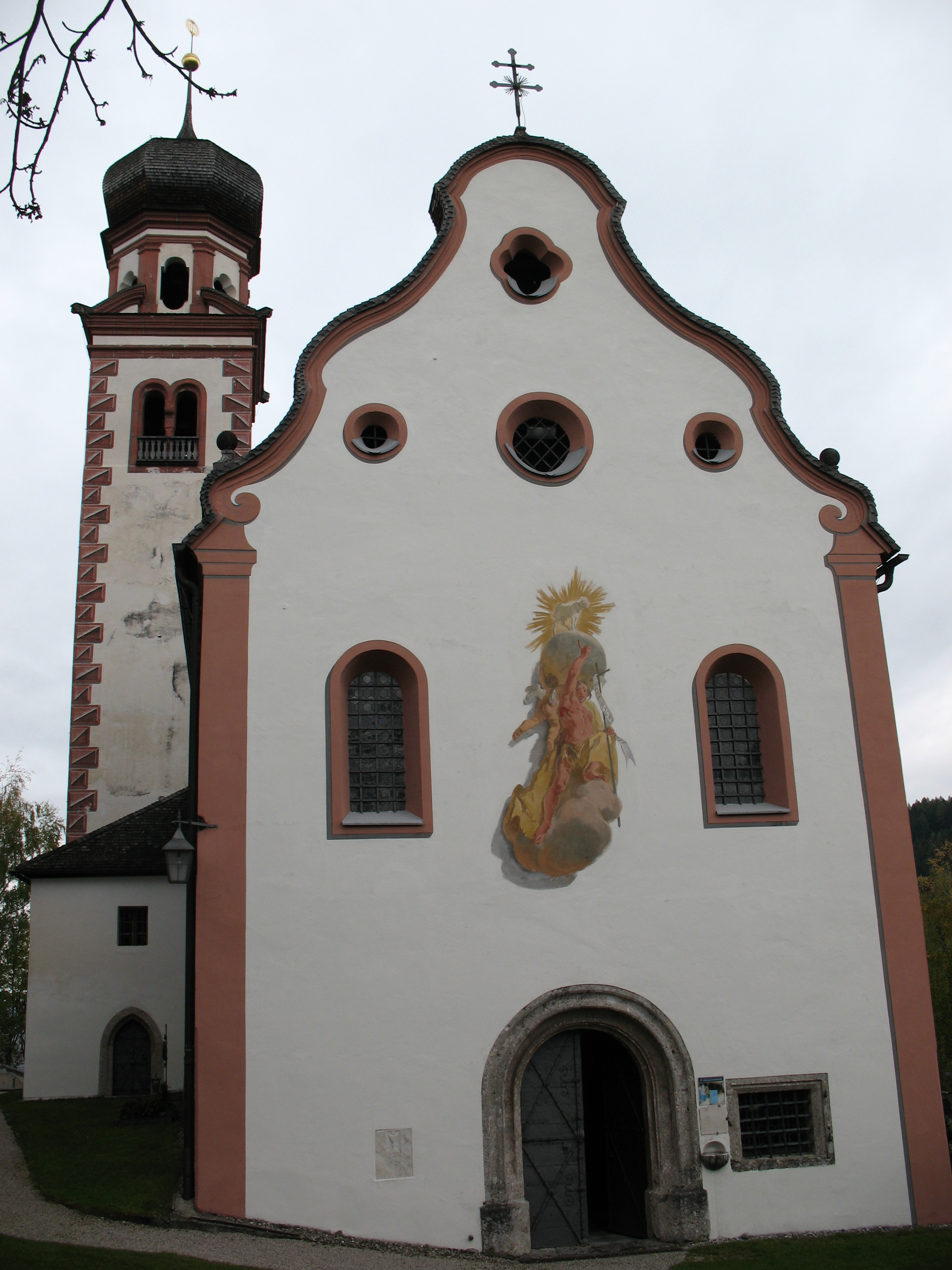
Kath. Pfarrkirche hl. Johannes der Täufer in Ampass

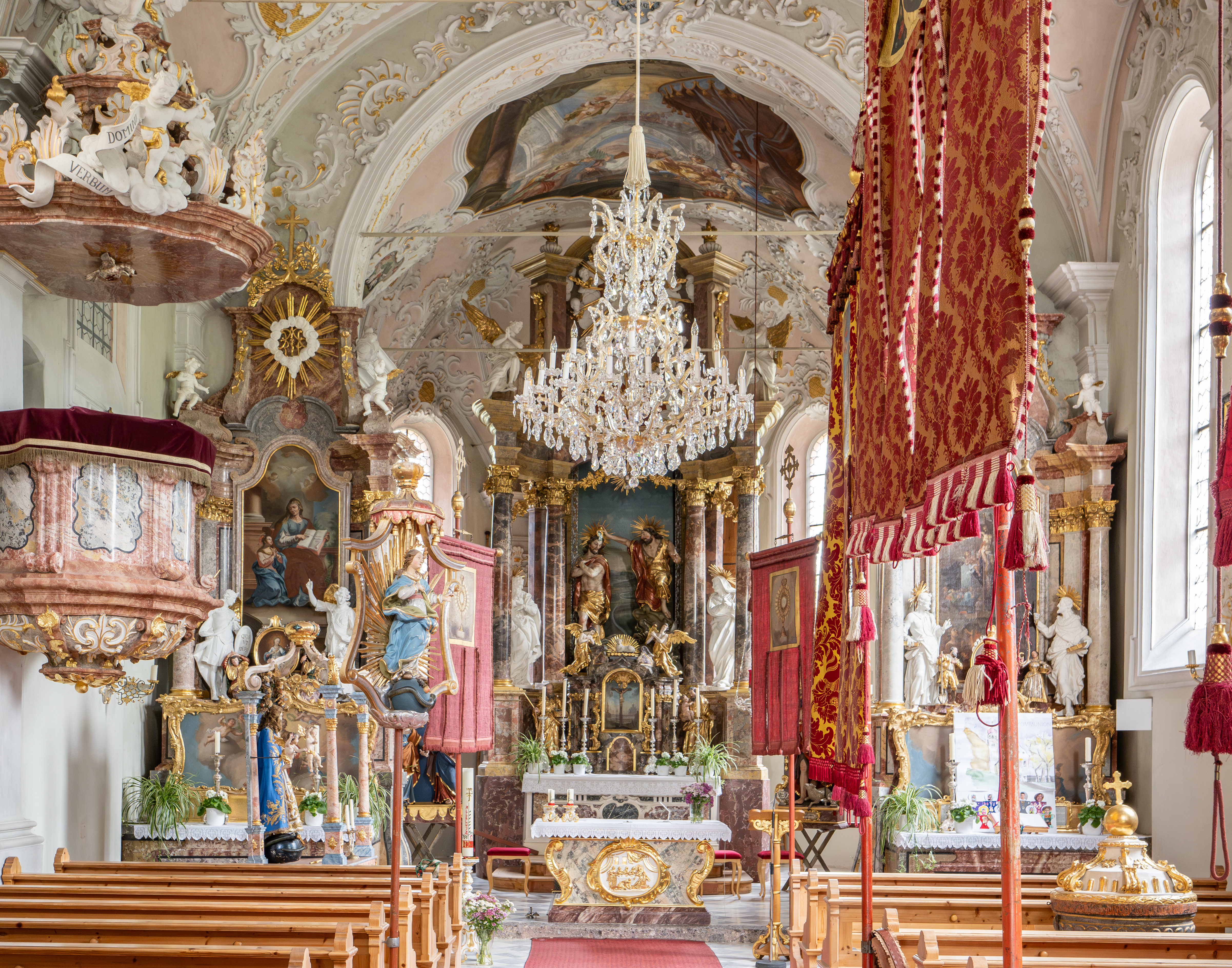
Innenansicht der Pfarrkirche

Die römisch-katholische Pfarrkirche Ampass steht in der Gemeinde Ampass im Bezirk Innsbruck-Land in Tirol. Sie ist dem heiligen Johannes dem Täufer geweiht und gehört zum Dekanat Wilten-Land in der Diözese Innsbruck. Das Bauwerk steht unter Denkmalschutz (Listeneintrag).

## Lagebeschreibung
Die Kirche steht am Fuße des Palmbühels und ist von einem Friedhof umgeben. Der barockisierte Kirchenbau bildet gemeinsam mit dem freistehenden Glockenturm ein weithin sichtbares charakteristisches Ensemble.

## Geschichte
An der Stelle der Kirche stand wahrscheinlich bereits im 5. Jahrhundert ein frühchristlicher Vorgängerbau, von dem eine Memoria mit dem Reliquiar gefunden wurde. Diese frühere Kirche wurde in den folgenden Jahrhunderten mehrmals umgestaltet.
Die erstmalige urkundliche Nennung erfolgte 1145. Kurz zuvor wurde der Sitz der Urpfarre Ampass von der Schlosskapelle Ambras nach Ampass verlegt. Seit 1256 ist die Pfarre dem Stift Wilten inkorporiert. Im Jahr 1426 wurde eine Kirche geweiht, diese brannte 1567 ab. Der Neubau wurde 1574 eingeweiht. Nach einem Erdbeben im Jahr 1670 erfolgten die Reparaturen bis ins Jahr 1689. 1744 wurde das Gotteshaus vor allem im Inneren barockisiert. 1929 renovierte Raphael Thaler die Kirche, eine weitere Restaurierung fand in den Jahren 1955/56 statt. Eine Innenrestaurierung 1985 wurde genutzt, um durch eine archäologische Grabung Erkenntnisse zur Baugeschichte der Kirche zu gewinnen.

## Architektur

### Kirchenäußeres
Die Kirche ist ein spätgotischer Bau, der barockisiert wurde. Das Langhaus wird durch verkümmerte rechteckige Strebepfeiler gegliedert. Der Chor ist schlicht gehalten und gleich breit wie das Langhaus, jedoch durch eine erhöhtes Dach abgesetzt.
Der nördlich an den Chor anschließende Kirchturm weist auf drei Seiten spätgotische, gekoppelte, rundbogige Schallfenster auf. Gegen Norden hat der Turm ein Spitzbogenfenster mit geschweiftem, gesprengtem Giebel. An den Ecken befinden sich steinerne Wasserspeier. Das oberste Turmgeschoß bildet einen oktogonalen, barocken Abschluss mit Pilastergliederung und geschweiften oblongen Fenstern, die sich mit Vierpassluken abwechseln. Darüber befindet sich ein Zwiebelhelm aus dem Jahr 1773.
In der Ecke zwischen Turm und Kirchenschiff befindet sich der Sakristeianbau mit spätgotischem, spitzbogigem Steinbogenportal. Auf der Westseite der Kirche befindet sich ein mehrfach gekehltes Rundbogenportal mit barocker Eisenplattentüre. Es wird flankiert von beiderseits je einem Rechteckfenster. Über dem Portal befindet sich zwischen zwei Rundbogenfenstern ein Fresko, das den heiligen Johannes den Täufer zeigt. Es wurde 1955 von Wolfram Köberl gemalt. Im barocken, geschweiften, seitlich mit Steinkugeln besetzen Blendgiebel befinden sich drei Okuli und eine Vierpassluke.
Auf der Südseite des Chores befindet sich ein Fresko des heiligen „Christophorus mit Einsiedler“. Es wird von einem Renaissancerahmen umgeben und wurde in der ersten Hälfte des 16. Jahrhunderts gemalt. Es wurde durch einen nachträglichen Fensterausbruch beschädigt und 1955 aufgedeckt. Links des Haupteinganges befindet sich eine in die Kirchenwand eingelassene Grabplatte aus dem Jahr 1714.

### Kircheninneres
Das Langhaus ist vierjochig und der zweijochige Chor schließt im 3/8-Schluss. Langhaus und Chor sind stichkappentonnengewölbt und pilastergegliedert. Der Triumphbogen ist rundbogig. Die Westempore ruht auf zwei Rundsäulen. Die Fensternischen sind barock ausgerundet und auf der Südseite tiefer herabgezogen. Auf der linken Chorseite führt ein spitzbogiges, abgekantetes Spitzbogenportal mit rautenförmig gebänderter Eisentüre in die Sakristei.
Die Rokokostuckaturen sind reich und kräftig ausgeführt. Es sind die Zeichen der Apostel, Pilasterkapitelle, Fensterbekrönungen, die Emporenbrüstung und Gewölbe stuckiert. Laut einem Chronogramm am Triuphbiogen wurden sie 1744 geschaffen. Im selben Jahr malte Johann Michael Strickner die Fresken. Die Hauptbilder stellen von Westen nach Osten folgende Szenen dar: die heilige Anna selbdritt mit der heiligen Elisabet und Johannes der Täufer als Kind schwebend über dem Dorf Ampass mit fürbittenden Bauern in Tracht; die Geburt des Johannes, die Predigt des Johannes und seine Enthauptung. Die Wandbilder im Chor zeigen die Heiligen Joachim und Josef. In den Kartuschen in den Gewölbeanläufen sind diverse auf die Hauptbilder bezogene Embleme abgebildet.
Die Glasfenster wurden 1890 und 1891 von der Tiroler Glasmalereianstalt geschaffen.

## Ausstattung
Der Hochaltar besteht aus Stuckmarmor und wurde laut Inschriftenkartusche auf der Rückseite im Jahr 1693 in der Stiftskirche Wilten aufgestellt und 1727 nach Ampass verkauft. Laut einer Urkunde wurde er 1793 von Johann und Josef Mussack mit vier weitgestellten Säulen und halbrund einschwingendem Gebälk zu einem bühnenmäßig vertieften Altartyp umgestaltet. In der Mittelnische steht eine Schnitzgruppe, die die „Taufe Christi“ darstellt. Das Werk wird Nikolaus Moll zugeschrieben. Zwischen den Säulen stehen Figuren der Heiligen Zacharias und Elisabet und seitlich des Tabernakels die Heiligen Joachim und Josef. Im Auszug ist Gottvater mit Engeln dargestellt.
Die beiden Seitenaltäre sind spätbarock und werden beide Johann und Josef Mussack aus der Zeit zwischen 1780 und 1790 zugeschrieben. Das Altarblatt des linken Seitenaltares zeigt die heilige Anna, die die kleine Maria lehrt. Das Altarblatt wurde 1783 von Josef Li(e)bherr gemalt. Flankiert wird das Bild von Statuen des heiligen Michael und eines Schutzengels. Das rechte Seitenaltarbild stellt die Kreuzigung mit eucharistischem Bezug (Messopfer) dar. Auf dem Bild sind außerdem die Heiligen Maria und Anna betend zu sehen. Das Bild malte Johann Georg Dominikus Grasmair im zweiten Viertel des 18. Jahrhunderts. Die Seitenfiguren stellen den heiligen Petrus und den heiligen Bartholomäus dar. Auf den Mensen stehen barocke Reliquienschreine mit den Leibern der Heiligen Felix und Felicissima. Die Reliquienschreine entstanden nach 1770 und wurden 1804 aus Stift Lilienfeld erworben. An die Reliquienschreine schließen die gemalten Sarkophagverkleidungen mit Darstellung der Heiligen an den Langhauswänden an. Die Kanzel entstand um 1744. Der Korb besteht aus Stuckmarmor, am Deckel sind stuckierte Rocaillekartuschen und Putten mit Spruchbändern dargestellt.
Zwei spätbarocke Beichtstühle flankieren den Hauptaltar. Im Aufsatz ist auf der linken Seite die Szene „Maria Magdalena salbt Jesus die Füße“ und rechts „Christus heilte den Blinden vor Jericho“ dargestellt.
Das Taufbecken weist einen geschnitzten Deckel vom Ende des 18. Jahrhunderts auf. Die Stationsbilder des Kreuzweges werden Johann Georg Höttinger zugeschrieben und stammen aus dem Jahr 1742.
An den Weihestellen befinden sich schmiedeeiserne Rokoko-Kerzenarme.

## Orgel
Eine Orgel wurde 1840 von OrgelbauerJosef (II.) Fuchs als Ersatz für ein Instrument von 1730 des Orgelbauers Johann Karl Engelhart gebaut. Sie bestand aus einem fünfteiligen Hauptprospekt und einem dreifeldrigen Rückpositiv. 1930 wurde das Werk von Alois Fuetsch umgebaut, das Rückpositiv wurde deaktiviert. Im Jahr 2010 wurde von Orgelbau Pirchner eine neue Orgel in das historische Gehäuse eingebaut, das Rückpositiv wurde wieder einbezogen. Das Instrument verfügt über 19  Register auf zwei Manualen und Pedal.

## Glocken
Der Ampasser Kirche steht ein vierstimmiges Glockengeläut mit der Schlagtonfolge  des' - es' - f' - as'  zur Verfügung. Es besteht aus einer historischen Glocke des Gießers Johann Paul Schellener von etwa 1717 und drei Glocken von 1954 aus der Glockengießerei Grassmayr (Innsbruck). Die drei neueren Glocken sind im Kirchturm untergebracht, die große historische Glocke aber im Glockenturm Ampass in unmittelbarer Nähe zur Kirche. Dieser wurde errichtet, weil die Glocke zu schwer für den vorhandenen Kirchturm war.